# ألكسندرا بويكوفا
الكسندرا إيغوريفنا بويكوفا (الروسية: Александра Игоревна Бойкова ، مواليد 20 يناير 2002) لاعبة تزلج زوجي روسية مع شريكها في التزلج دميتري كوزلوفسكي ، هي بطلة أوروبا لعام 2020 ، الحائزة على الميدالية البرونزية في العالم 2021 ، الحائزة على الميدالية البرونزية الأوروبية عام 2019، والبطلة الوطنية الروسية لعام 2020. لقد فازوا أيضًا في كأس روستيليكوم 2020 و سكيت كندا 2019. في وقت سابق من مسيرتهم المهنية، فازوا بالميدالية الفضية في بطولة العالم للناشئين 2017 والبرونزية في نهائي سباق الجائزة الكبرى للناشئين 2016-2017.